# Annie Philippe
Annie Philippe (Ménilmontant, 17 dicembre 1946) è una cantante francese pop.

## Biografia
È nata nel quartiere Ménilmontant di Parigi. Dopo aver lasciato la scuola ha lavorato in una discoteca vicino agli Champs-Élysées, dove ha incontrato il compositore e arrangiatore Paul Mauriat, che ha incoraggiato la sua carriera di cantante e l'ha aiutata a vincere un contratto con l'etichetta Rivièra.

## Carriera
Il suo primo EP nel 1965 includeva "Vous pouvez me dire" (una versione di "He Don't Want Your Love Anymore", registrata per la prima volta da Lulu) e "Une rose", una versione di "Love Me Tender". Ebbe un certo successo nelle classifiche pop francesi negli anni successivi con canzoni tra cui la sua versione di "Baby Love", il girl group influenzò "J'ai raté mon bac", il più pessimistico "Ticket de quai" e "Je chante et je danse "che prevedeva un arrangiamento jazzistico su un Organo Hammond. Nel 1966 passò all'etichetta Philips ed ebbe successi in Francia con "Mes amis, mes copains", "C'est la mode", "Le mannequin" e "Tu peux partir où tu voudras", una versione di John Phillips della canzone "Go Where You Wanna Go". Iniziò anche a scrivere in proprio la sua musica, tra cui "Lettre pour Annie".
Il suo ultimo successo in classifica risale al 1967 con "Les enfants de Finlande".

## Stile
Il suo stile è stato spesso paragonato a France Gall. La scrittrice Richie Unterberger afferma che i suoi dischi avevano "la stessa prestazione da ragazzina consapevolmente troppo carina, le melodie saltellanti ed una produzione eclettica (forse inavvertitamente), in cui arrangiamenti spectoriani, influenze di gruppi femminili americani, fluide orchestrazioni standard pop francesi, ballate malinconiche, organi jazz cool, pessime melodie di spettacoli dixielandesi e altro ancora nuotavano nello stesso flusso... [ma] il suo materiale non era così interessante..".
Nel 1968 collaborò con il cantante Claude François per una serie di duetti e fece una tournée con Jacques Dutronc prima di prendersi una pausa dalla musica nel 1969. Tentò un ritorno alla fine degli anni '70 con una canzone di Dolly Parton. A partire dal 2001 è stata in tour con Frank Alamo. Successivamente si è esibita come parte dello spettacolo itinerante Âge tendre, la tournée des idoles, con artisti degli anni '60 e '70.
Una compilation delle sue registrazioni, L'Integrale Sixties, è stata pubblicata in CD nel 1999 dalla Magic Records France.